# The 69 Eyes
The 69 Eyes är en finsk rockgrupp från Helsingfors som bildades i början av 1990-talet och består av Jyrki 69 (sång), Timo-Timo (gitarr), Bazie (gitarr), Archzie (basgitarr) samt Jussi 69 (trummor). Bandets nuvarande musikstil har klassats som gothic rock/metal och har ofta jämförts med HIM. Bandet använder dock sin egen benämning – "Goth 'n' Roll", vilket ska vara en kombination av goth och rock'n'roll.
I början av deras karriär spelade de musik med influenser från garagerock, vilket de själva kallade "garage-glam" men blev mer känt som "Helsinki-sleaze". Senare under 90-talet blev bandet mer inspirerat av gothic rock, horror punk och gothic metal, vilket gav dem deras stora genombrott och bandet blev känt inom en större krets runt om i världen.

## Historia
Deras första singel släpptes 1990 med namnet Sugarman och resulterade i bandets första album två år senare, Bump 'n' Grind som enbart släpptes i Finland och innehöll 13 spår. Den följdes åt av de enbart finska släppen Motor City Resurrection, 1994, och Savage Garden 1995 varav sistnämnda bland de, återigen, 13 låtarna innehöll deras första singel, Velvet Touch.
Bandet försjönk i en tvåårig tystnad innan de återigen slog upp portarna och 1997 utkom med sitt nästa album - Wrap Your Troubles In Dreams - med Blondie covern Call me, vilken även släpptes som singel.
Först 1999 kom deras stora genombrott när de gav ut albumet Wasting the Dawn på det internationella Roadrunner Records i Europa, där singeln med samma namn var en hyllning till The Doors sångare Jim Morrison och i musikvideon kan man se HIM-sångaren Ville Valo symbolisera Jim Morrisons döda själ.
Under våren 2000 släpps deras singel Gothic Girl, som ett flertal månader ligger på Singles Top 10 och flitigt spelas på finsk radio, vilket ger bandet deras första guldskiva. Efter att ha spelat in deras album Blessed Be ger sig de ut på en kort turné med Wasting the Dawn i Tyskland, vilket erbjöd ett uppträdande på M'era Luna Gothic Festival tillsammans med det norska electro-goth-bandet Zeromancer. Deras färdiga album släpps under september 2000 och går direkt till en 4:e plats över populära finska album, där den stannar i topp 10 i över en månad. Året därpå släpper de ytterligare tre singlar från albumet: Brandon Lee, The Chair och Stolen Season.
I och med deras album Blessed Be började bandet sin vandring från sleazerocken och via starka influenser från metal, till sitt nuvarande sound - Gothic rock - något som genomspirar all kommande lyrik av Jyrki69 som under 2001 inte nöjer sig med att släppa de tre singlarna till Blessed Be, utan även ger en försmak på kommande album med singeln Dance d'Amour som ger glamorös bild på Paris Kills vilket släpps 2002 och blir bandets riktigt stora genombrott. Det nya albumet stannar i flera veckor som nummer 1 i Finland och säljer guld på en månad, juni 2002, vilket tyder på att 69 Eyes har hittat sitt rätta sound. De släpper singeln Betty Blue och ger sig ut på turné i Europa och Finland under ett par månader vilket följs av en utsåld show till Helsingfors kända Tavastia där deras uppträdande filmas och dokumenteras under november. Tavastiashowen leder till deras DVD "Helsinki Vampires".
2003 erbjuds bandet ett skivkontrakt med EMI Finland och deras första samlingsalbum The Very Blessed of the 69 Eyes med sammanlagt 18 låtar, innehållande alla deras största hits genom tiderna, och släpps ihop med singeln Crashing High som dök upp först på Paris Kills.
Det åttonde album blir deras första att släppas genom ett större skivbolag, Virgin Records, istället för Gaga Goodies/Poko Records som släppt alla tidigare album samt samlingsalbumet, och blir även första skivan av dem som släpps i Nordamerika. Den utkom den 22 oktober 2004, under namnet Devils med bland annat singlarna Devils (2004), Feel Berlin (2004), Sister of Charity (2005) samt Lost Boys (2004) varav sistnämnda är inspirerad av filmen The Lost Boys från 1987. Bandet åker återigen på turné, nu i Storbritannien med hjälp från Wednesday 13 medan Devils under en månad säljer guld i Finland och blir deras fjärde album att uppnå guldstatus. Albumet släpps först året därpå i USA genom 456 Entertainment, och året erbjuder även bandet en turné från Mexiko till Japan innan de stannar till i Hollywood och Philadelphiaområdet för att med MTV-stjärnan och vännen Bam Margera spela in musikvideo till hitsingeln Lost Boys.
Första USA-turnén genomfördes under 2006 med start under mars månad, medan de bearbetade sitt nästa album, Angels, som släpptes den 5 mars 2007. Singeln Perfect Skin släpptes redan i januari 2006 och musikvideon cirkulerar redan på nätet. Andra singeln är Never say die.
Angels såldes guld i Finland och nådde toppettan i skivlistan under den första veckan, liksom Perfect Skin nådde första plats på singellistan. Alla album samt DVD Helsinki Vampires har sålt guld i Finland och deras cd Paris Kills har även nått platinum.
Den 16 januari 2008 släppte The 69 eyes ut sitt första livealbum: Hollywood Kills (Live at whisky a go go).

## Medlemmar

### Nuvarande medlemmar
- Jyrki 69 (Jyrki Pekka Emil Linnankivi) – sång (1989– )
- Timo-Timo (Timo Tapio Pitkänen) – gitarr (1989– )
- Bazie (Pasi Moilanen) – gitarr (1989– )
- Archzie (Arto Väinö Ensio Ojajärvi) – basgitarr (1989– )
- Jussi 69 (Jussi Heikki Tapio Vuori) – trummor (1991– )

### Tidigare medlemmar
- Lotto – trummor (1989–1991)

## Diskografi

### Studioalbum
- 1992 – Bump ’n’ Grind
- 1995 – Savage Garden
- 1997 – Wrap Your Troubles in Dreams
- 1999 – Wasting the Dawn
- 2000 – Blessed Be
- 2002 – Paris Kills
- 2004 – Devils
- 2007 – Angels
- 2009 – Back in Blood
- 2012 – X
- 2016 – Universal Monsters
- 2019 – West End
- 2023 – Death Of Darkness

### Livealbum
- 2008 – The 69 Eyes: Hollywood Kills

### EP
- 1992 – High Times, Low Life
- 1993 – Music for Tattooed Ladies and Motorcycle Mamas Vol. 1
- 1994 – Suck My Mike!
- 1995 – Velvet Touch
- 2010 – Big-5: The 69 Eyes
- 2013 – Tonight
- 2013 – Love Runs Away

### Singlar
- 1993 – "Music for Tattooed Ladies & Motorcycle Mamas Vol. 1"
- 1995 – "Velvet Touch"
- 1995 – "Call Me"
- 1999 – "Wasting the Dawn"
- 2000 – "Gothic Girl"
- 2001 – "Brandon Lee"
- 2001 – "The Chair" (också känd som "Misery")
- 2001 – "Stolen Season"
- 2001 – "Dance d'Amour"
- 2002 – "Betty Blue"
- 2003 – "Crashing High"
- 2004 – "Lost Boys"
- 2004 – "Devils"
- 2005 – "Feel Berlin"
- 2005 – "Sister of Charity"
- 2007 – "Perfect Skin"
- 2007 – "Never Say Die"
- 2007 – "Rocker"
- 2007 – "Ghost"
- 2009 – "Dead Girls Are Easy"
- 2009 – "Dead N' Gone"
- 2010 – "Kiss Me Undead"
- 2012 – "Red"
- 2012 – "Bordeline"
- 2012 – "Love Runs Away/Tonight"
- 2013 – "Rosary Blue" (feat. Kat Von D)
- 2013 – "Lost Without Love"
- 2016 – "Jet Fighter Plane"
- 2016 – "Dolce Vita"
- 2016 – "Jerusalem"
- 2017 – "Christmas in New York City"
- 2019 – "27 & Done"
- 2019 – "Cheyenna"
- 2019 – "Black Orchid"
- 2019 – "Two Horns Up"

### Samlingsalbum
- 1994 – Motor City Resurrection
- 2003 – Framed in Blood – The Very Blessed of the 69 Eyes
- 2003 – The 69 Eyes: Helsinki Vampires
- 2007 – Angels & Devils
- 2008 – Goth 'n' Roll (box set)

## Trivia
- Sångaren Jyrki är en internationell ambassadör för Unicef, barns rättigheter. Han hjälper till att motarbeta barn- och sexhandel i Afrika.
- Det finländska cello-metal bandet Apocalyptica var delaktiga i låten Ghost från albumet Angels.